# بيت هاكيريم
بيت هاكيريم (بالعبرية: בית הכרם‏) (ومعناها: بيت الكرم) هو حي علماني راقي إلى حد كبير في جنوب غرب القدس.  يقع بين كريات موشيه إلى الشمال الغربي وبيت فيغان إلى الجنوب. ويبلغ عدد سكانه 15 ألف نسمة. 

## تاريخ

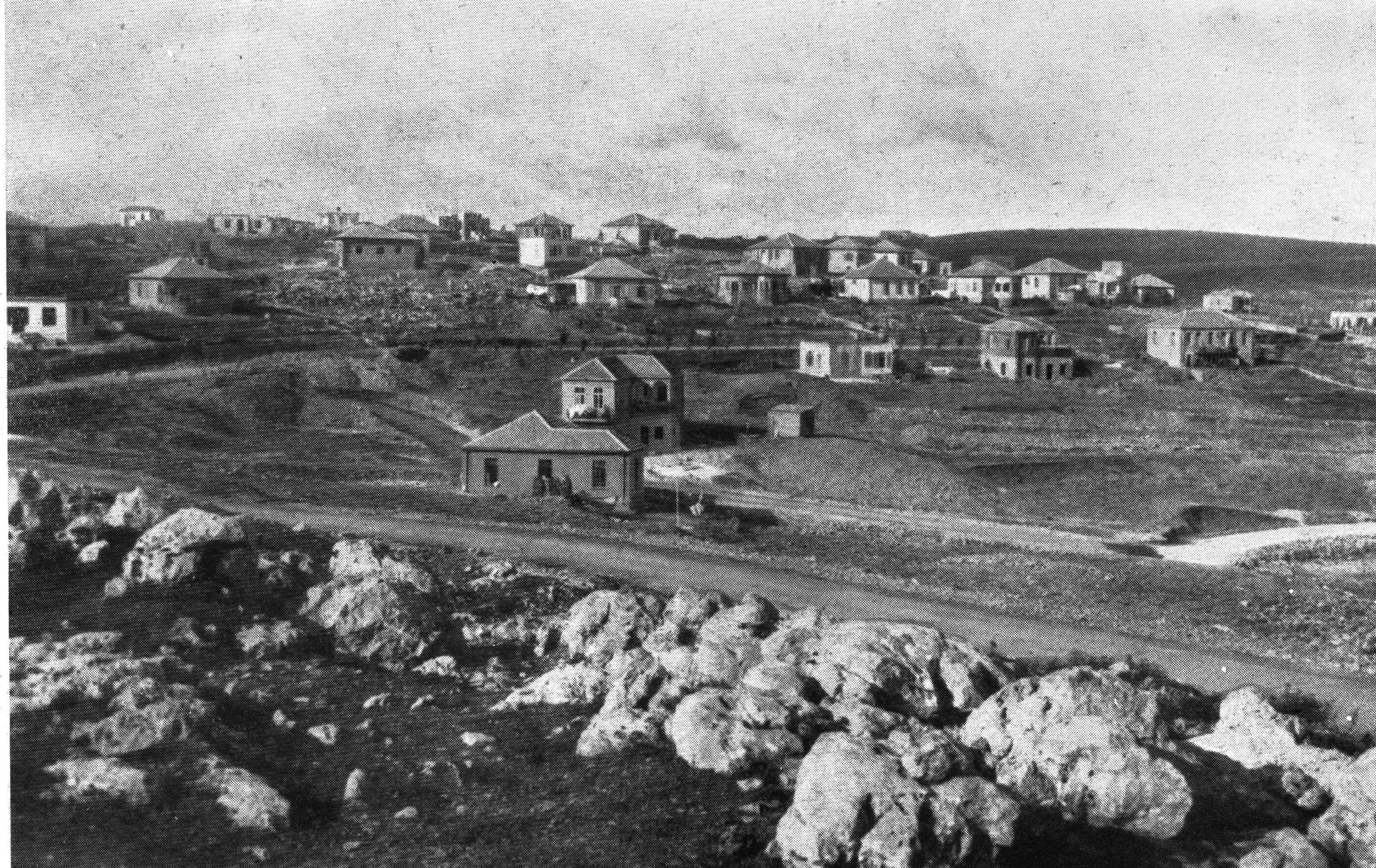
بيت هاكيريم، حوالي 1925

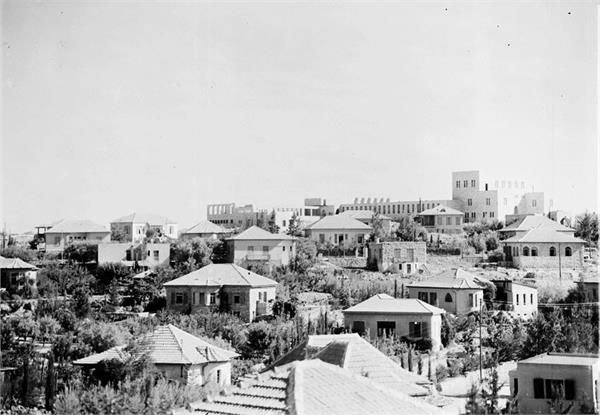
بيت هاكيريم 1931

تم تسميتها على اسم مدينة بيت هاكيريم التوراتية بالقرب من القدس  المذكورة في إرميا 6: 1 ونحميا 3:14.
تأسس الحي عام 1922 كواحد من ست مدن حدائقية تم تطويرها في القدس خلال أيام الانتداب البريطاني على فلسطين.  تم تخطيط بيت هاكيريم من قبل ريكارد كوفمان، وهو مهندس معماري معروف بأسلوب باوهاوس، وكان في ذلك الوقت مفصولاً عن بقية المدينة بمساحات كبيرة من الأراضي غير المطورة. 
وفقاً للتعداد السكاني الذي أجرته سلطات الانتداب البريطاني عام 1931، بلغ عدد سكان بيت هكرم 550 نسمة. 
في ستينيات وسبعينيات القرن العشرين، سعى العديد من أساتذة الجامعات والطلاب إلى السكن في بيت هاكيريم نظرًا لقربها من حرم جفعات رام التابع للجامعة العبرية، والذي تم بناؤه عندما تم قطع حرم جبل المشارف عن القدس عام 1948.  وتميل بيت هاكيريم إلى التصويت لليسار في الانتخابات.   في الانتخابات التشريعية الإسرائيلية 2021، ذهب أكبر عدد من الأصوات من بيت هاكيريم إلى ميرتس (23%)، حزب العمل (16%)، هناك مستقبل (15%). 

## تعليم

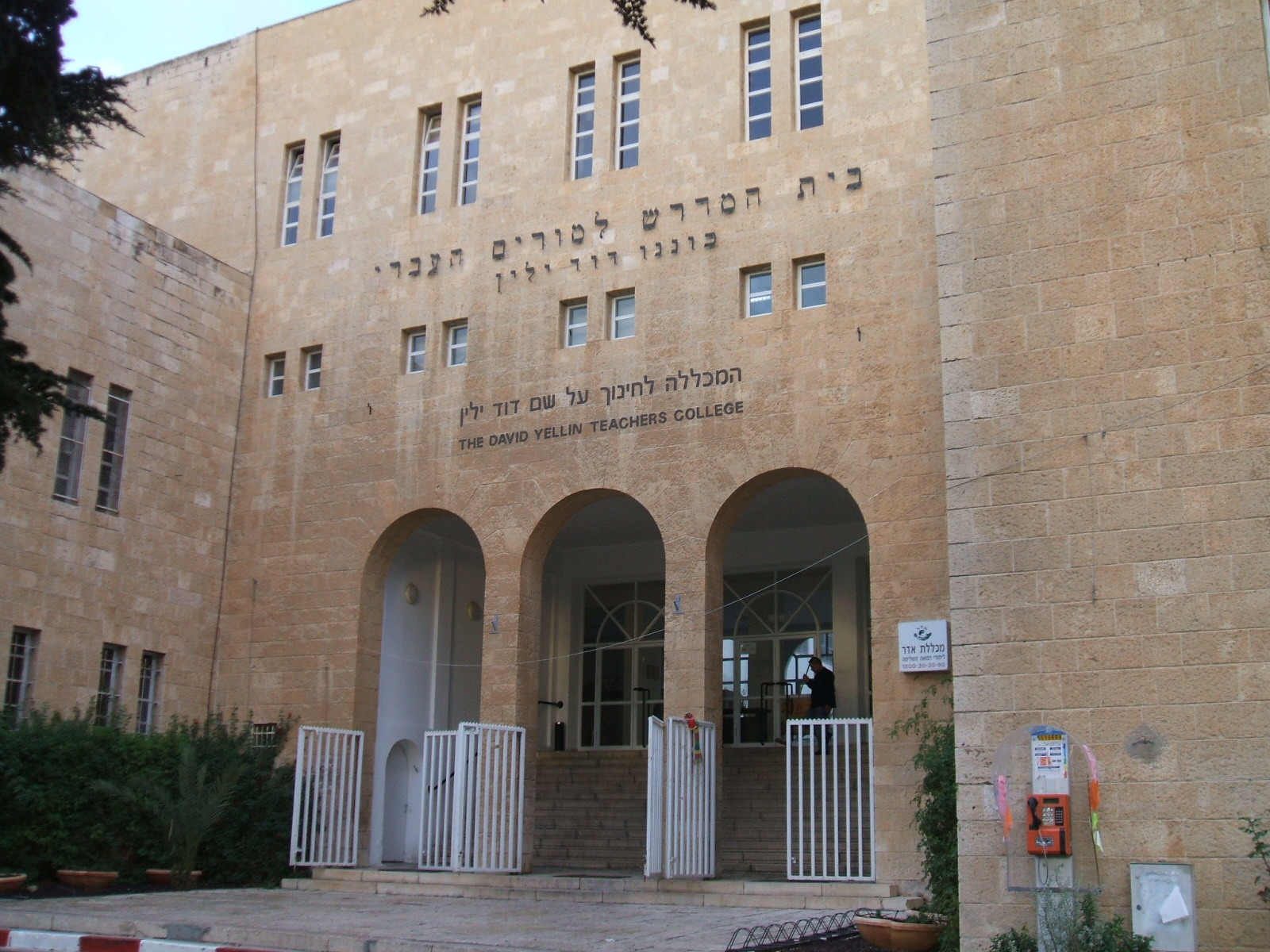
كلية ديفيد يلين للمعلمين

يوجد في الحي 25 روضة أطفال وأربع مدارس ابتدائية وثلاث مدارس ثانوية تعتبر من أرقى المدارس في القدس.  تأسست كلية ديفيد يلين للتربية في عام 1913، وتقع في بيت هاكيريم،  وكذلك كلية ديفيد شابيل للدراسات اليهودية.  ويرتبط جسر للمشاة من بيت هاكيريم فوق طريق بيغن السريع بالمدرسة الثانوية في الجامعة العبرية وحرم جفعات رام التابع للجامعة العبرية في القدس.

## الحدائق والمعالم

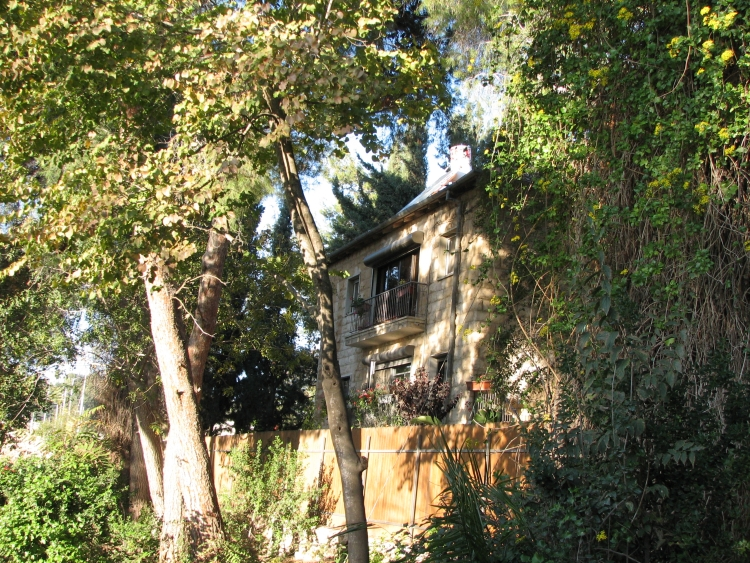
منازل تاريخية في بيت هاكيريم

حديقة غان هاعصريم في بيت هاكيريم (حديقة العشرين) تخلد ذكرى 20 من السكان الذين قتلوا في الحرب العربية الإسرائيلية عام 1948.
ساحة الدنمارك (كيكار دينيا) تكرم الشعب الدنماركي لإنقاذ ما يقرب من 93% من سكانها اليهود خلال الهولوكوست.
النصب التذكاري الموجود في الساحة على شكل قارب، يذكرنا بالقوارب التي تم تهريب اليهود على متنها إلى السويد.  يوجد أيضًا حديقتان متصلتان للأطفال، غان هشاشار وغان هاغاي، في الحي.

## مواصلات
يمر قطار القدس الخفيف، الذي بدأ الخدمة في أواخر عام 2011، عبر بيت هاكيريم وله ثلاث محطات هناك – هحالوتس، ساحة دينيا ويافي نوف – مما يوفر وسائل نقل مريحة وسريعة إلى محطة الحافلات المركزية في القدس، مؤتمر بنياني هوما الدولي مركز المدينة، المحطة الجديدة للسكك الحديدية عالية السرعة إلى تل أبيب (28 دقيقة)، مدينة السينما، سوق ماشانيه يهودا، وكذلك إلى وسط مدينة القدس، ساحة صهيون، مركز بن يهودا للمشاة، قاعة مدينة القدس، مركز تسوق ماميلا المركز التجاري والبلدة القديمة بالقرب من باب الخليل وباب العامود.

## الخدمات العامة
تقع ساحة الدنمارك في وسط بيت هاكيريم بجوار مركز للتسوق. 

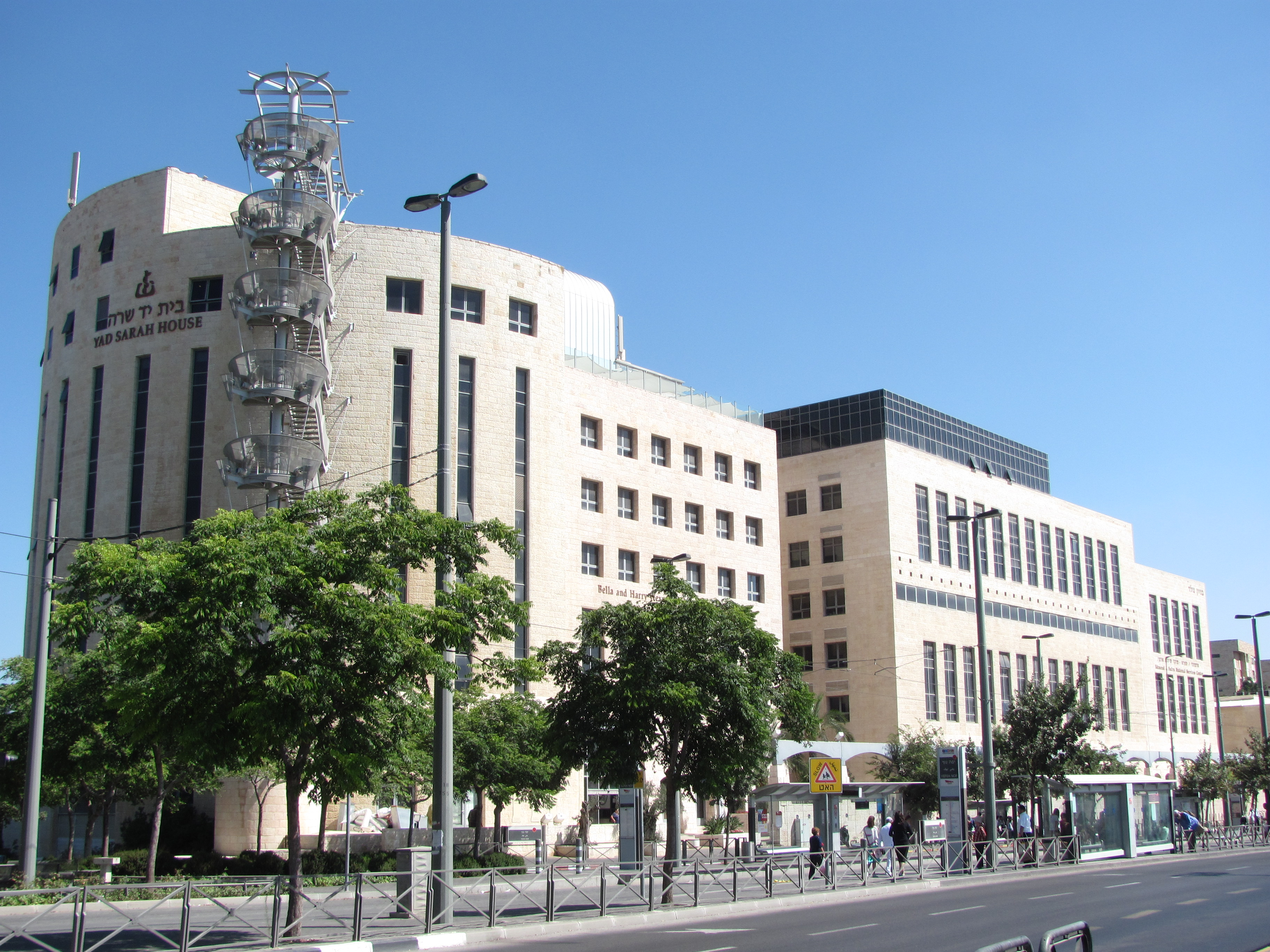
ياد سارة، بيت هاكيريم

ياد سارة، أكبر منظمة تطوعية في إسرائيل، والتي تقدم المعدات الطبية وتقدم خدمات أخرى مجانًا أو بتكاليف رمزية، تقع في بيت هاكيريم، إلى جانب مركز شعاري تسيديك الطبي، أحد المستشفيات الرئيسية في القدس.

## سكان بارزون
- نير بركات، رئيس بلدية القدس السابق وعضو الكنيست الحالي
- يهورام غاون، مغني، ممثل، مخرج، منتج، ومقدم برامج تلفزيونية وإذاعية
- نحميا ليفتسيون (1935-2003)، باحث في التاريخ الأفريقي والشرق الأدنى والدراسات الإسلامية والإفريقية، ورئيس الجامعة المفتوحة في إسرائيل، والمدير التنفيذي لمعهد فان لير في القدس.
- إيلون ليندنشتراوس، عالم رياضيات
- رؤوفين ريفلين، رئيس دولة إسرائيل السابق
- أليس شالفي, تربوية [16]
- كارنيت فلوغ، المحافظ السابق لبنك إسرائيل